# Systropus ancistrus
Systropus ancistrus är en tvåvingeart som beskrevs av Yang 1997. Systropus ancistrus ingår i släktet Systropus och familjen svävflugor. Inga underarter finns listade i Catalogue of Life.